# 萨图·奥诺
萨图·奥诺（芬蘭語：Satu Auno，1980年1月14日—），旧姓霍伊卡拉（Hoikkala），芬兰女子冰球运动员，场上位置是前锋。她曾代表芬兰参加2002年和2006年冬季奥林匹克运动会冰球比赛，均获得第四名。